# Головня, Майя Александровна
Ма́йя Алекса́ндровна Головня (22 июля 1926 года, Ленинград — 27 июля 2017, Москва) — советская эстрадная певица (меццо-сопрано).

## Краткая биография
Родилась 22 июля 1926 года в Ленинграде, в семье музыкантов — мать была профессором Московской консерватории. Окончила в 1954 году Московскую государственную консерваторию имени П. И. Чайковского. В составе студенческой консерваторской концертной бригады выступала во время Великой Отечественной войны перед бойцами 2-го Белорусского фронта. Позднее курировала самодеятельный вокальный коллектив при московской консерватории. С 1965 года — солистка Москонцерта.
В 1968 году участвовала в Международном фестивале эстрадной песни «Дружба-68» в Берлине (ГДР).
Исполнительница таких популярных песен, как «На Тихорецкую состав отправится», «Не забывай» (вместе с А. Яковенко), «Молчание», «Серебристая стрела», «Для доброго дела», «Но я Вас всё-таки люблю», «Пишите нам подружки», «Пусть дни проходят».
В её исполнении впервые прозвучали также индонезийские песни «Песня острова пальм» («Страна родная Индонезия») композитора Исмаила Марзуки и «Платочек» композитора Гесанга в обработке В. Гевиксмана.
Снялась в фильмах — в фильме-концерте «В праздничный вечер» (1954), состоявшем из лучших номеров, показанных в государственном академическом Большом театре Союза ССР на праздничном концерте 6 ноября 1953 года, в эпизоде музыкальной кинокомедии «Улыбнись соседу» (1968), в художественном фильме «Чудный характер» (1970).
9 мая 2012 года Майя Головня пела свои песни в парке «Сокольники» для ветеранов.
Скончалась 27 июля 2017 года в Москве на 92-м году жизни. Похоронена в Москве, на Введенском кладбище.

## Семья
Была замужем за оперным певцом А. Ф. Ведерниковым. Дочь — Марина Александровна Ведерникова (род. 1959), преподаватель музыки. Есть внуки.